# Alfred Urbaniec
Alfred Michał Urbaniec (ur. 21 września 1926 w Pewli Ślemieńskiej, zm. 21 maja 2014 w Makowie Podhalańskim) – polski leśnik i polityk, poseł na Sejm PRL VIII kadencji.

## Życiorys
Syn Jana i Tekli. Uzyskał tytuł zawodowy magistra inżyniera leśnictwa w Wydziale Leśnym Wyższej Szkoły Rolniczej w Krakowie w 1972. Sprawował funkcję nadleśniczego w Nadleśnictwie Sucha, a także funkcje w Polskiej Zjednoczonej Partii Robotniczej – sekretarza podstawowej organizacji partyjnej, członka egzekutywy Komitetu Powiatowego i Komitetu Miejskiego, a także przewodniczącego Miejskiej Komisji Kontroli Partyjnej. Od 1954 był radnym rad narodowych – kolejno gromadzkiej, powiatowej i wojewódzkiej. W latach 1982–1985 pełnił mandat posła na Sejm PRL VIII kadencji z okręgu Andrychów. Zasiadał w Komisji Leśnictwa i Przemysłu Drzewnego, Komisji Rolnictwa i Przemysłu Spożywczego, Komisji Komunikacji i Łączności oraz w Komisji Rolnictwa, Gospodarki Żywnościowej i Leśnictwa.
Pochowany na cmentarzu parafialnym w Suchej Beskidzkiej.

## Odznaczenia
- Krzyż Kawalerski Orderu Odrodzenia Polski
- Złoty Krzyż Zasługi
- Srebrny Krzyż Zasługi
- Medal 30-lecia Polski Ludowej